# Émilienne Lotte
Pour les articles homonymes, voir Lotte.
Émilienne Lotte, née le 31 octobre 1916 à Saint-Georges-d'Espéranche et morte à Antibes le 19 février 2007, est l'épouse de Paulo Picasso, premier fils de Pablo Picasso. 
Elle est la mère de Pablito et de Marina Picasso, héritière de la dynastie Picasso.

## Biographie
Surnommée Mienne, elle est la première épouse de Paulo Picasso. 
Le mariage a lieu le 10 mai 1950 à Vallauris, haut lieu de l'histoire picassienne. Le couple se sépare en 1951, après la naissance de deux enfants :
- Pablito Picasso (1949-1973)[6], mort par suicide[7],[8];
- Marina Picasso (1950-), âgée de cinq mois[9] lors de la séparation de ses parents[10].

Émilienne Lotte décède le 19 février 2007 à Antibes.